# Theodor Rock
Der Theodor Rock ist ein Klippenfelsen vor der Südküste Südgeorgiens. Er liegt auf halbem Weg zwischen Annenkov Island und den Pickersgill-Inseln.
Wissenschaftler der britischen Discovery Investigations kartierten ihn 1930 und benannten ihn nach dem norwegischen Harpunier Theodor Hansen vom Walfänger Southern Pride, der bei der Identifizierung und Vermessung des Felsens behilflich war.